# Jayshan (huyện)
Huyện Jayshan là một huyện thuộc tỉnh Abyan, Yemen. Đến thời điểm năm 2003, huyện này có dân số 14800 người